# Saint-Romain-la-Virvée
Saint-Romain-la-Virvée település Franciaországban, Gironde megyében. Lakosainak száma 948 fő (2022. január 1.). Saint-Romain-la-Virvée La Lande-de-Fronsac, Asques, Cadillac-en-Fronsadais, Cubzac-les-Ponts, Lugon-et-l’Île-du-Carnay, Saint-André-de-Cubzac, Saint-Loubès és Saint-Vincent-de-Paul községekkel határos.

## Népesség
A település népessége az elmúlt években az alábbi módon változott:
| Lakosok száma | 441  | 715  | 783  | 753  | 813  | 852  | 873  | 871  | 897  | 948  |
|               | 1968 | 1982 | 1990 | 2006 | 2013 | 2015 | 2017 | 2019 | 2020 | 2022 |